# Do You Hear the People Sing?
 "Do You Hear the People Sing?" (phiên bản gốc tiếng Pháp: "À la volonté du peuple" - " có nghe chăng người dân tôi hát?") là một trong những bài hát chính trong vở nhạc kịch Les Miserables (chuyển thể từ tiểu thuyết Những người khốn khổ của văn hào Pháp Victor Hugo). Trên sân khấu, bài hát được cất lên hai lần.

## Tổng quan
Bài hát lần đầu tiên được hát trong Cảnh I do nhân vật Enjolras và các sinh viên nhóm ABC soạn thảo trong bối cảnh họ chuẩn bị phát động một cuộc nổi dậy trên đường phố Paris, ngăn chặn lễ rước dâu của Tướng Jean Maximilien Lamarque. Bài hát lại được vang lên ở hồi kết để kết thúc vở nhạc kịch.
Bài hát là một lời kêu gọi mang tính chất cách mạng, nâng cao tinh thần cho mọi người để vượt qua muôn vàn nghịch cảnh. Hình ảnh "chiến lũy" (barricades) được nhắc đến trong bài hát được các sinh viên thuộc lực lượng nổi dậy xây dựng nên trong cảnh 2 của vở kịch nhằm châm ngòi cho một cuộc nổi dậy dân sự chống Vệ binh Quốc gia nhằm lật đổ chính quyền. Cuộc nổi dậy cuối cùng đã thất bại.

### Phiên bản ngôn ngữ
- Tại buổi hòa nhạc đặc biệt kỷ niệm 10 năm Les Miserables năm 1995, Do You Hear the People Sing? được 17 diễn viên khác nhau đều đóng vai nhân vật Jean Valjean trên khắp thế giới trình bày. Mỗi diễn viên hát một câu trên lời bài hát bằng phiên bản ngôn ngữ của mình, gồm: tiếng Anh, tiếng Pháp, tiếng Đức, tiếng Nhật, tiếng Hungary, tiếng Thụy Điển, tiếng Ba Lan, tiếng Hà Lan, tiếng Na Uy, tiếng Séc, tiếng Đan Mạch và tiếng Iceland.
- Một bản dịch tiếng Thổ Nhĩ Kỳ không chính thức khác của Do You Hear the People Sing? tên là Duyuyor Musun Bizi İşte Çapulcu'nun Sesi được cất lên trong cuộc biểu tình năm 2013.[1]
- Vào năm 2017 trong lễ kỷ niệm 45 năm Tuyên bố Thiết quân luật của cố tổng thống - nhà độc tài Philippines Ferdinand Marcos, một bản dịch không chính thức tiếng Philippines mang tên Di Mo Ba Naririnig? được sử dụng để phản kháng.[2]

### Bài hát được sử dụng với mục đích phản kháng

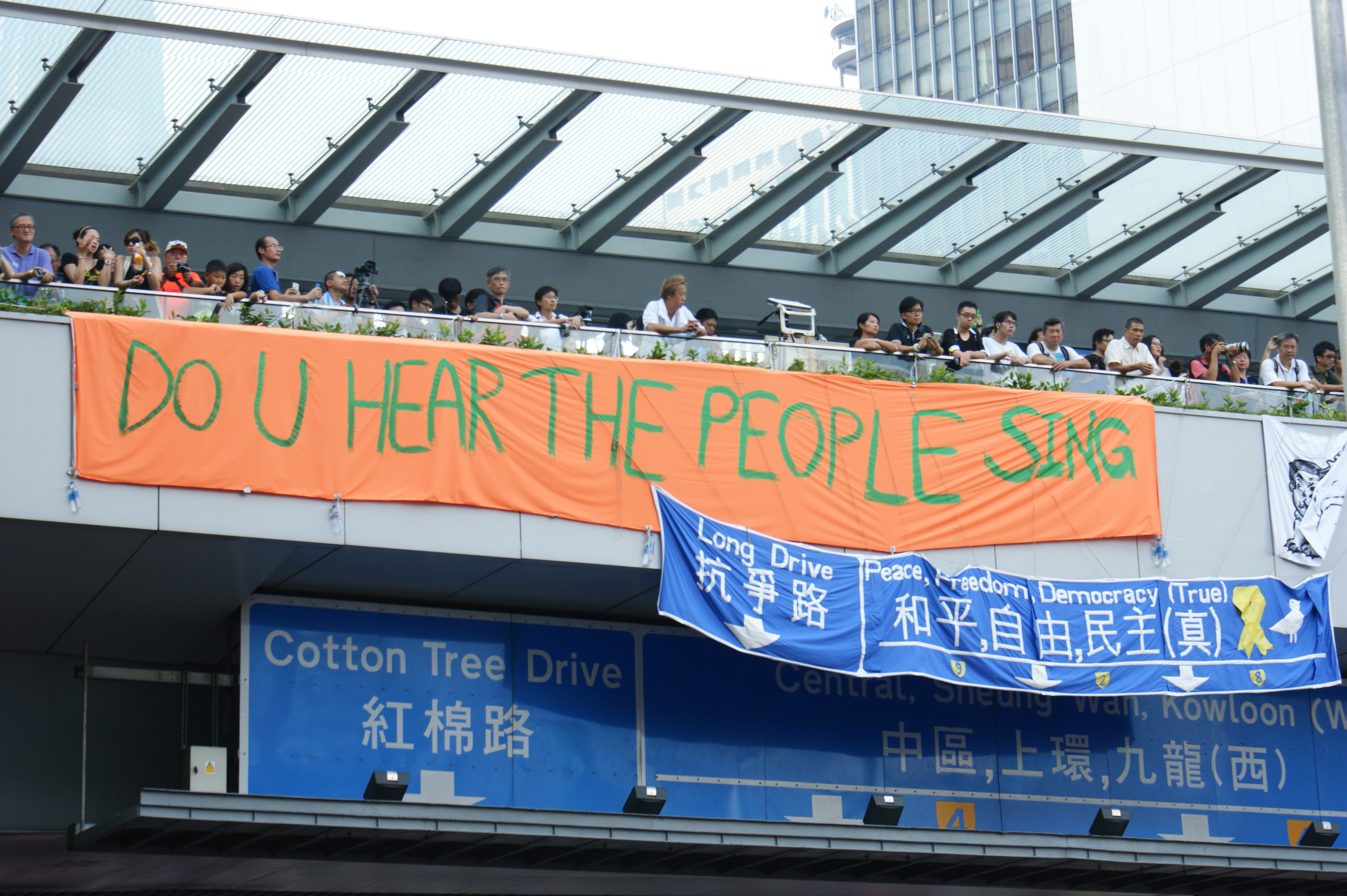
Bài hát trở thành khẩu hiệu trong các cuộc biểu tình tại Hồng Kông 2014

Có khá nhiều bản dịch không chính thức của Do You Hear the People Sing? sang tiếng Quảng Châu và tiếng Đài Loan. Tuy vậy, phiên bản được biết đến nhiều nhất là bài 問誰未發聲 được viết bằng tiếng Quảng Châu của tổ chức hoạt động chính trị Chiếm lĩnh Trung Hoàn, và bài Lí Kám Ū Thiann-tio̍h Lán Ê Kua (你敢有聽着咱的歌) viết bằng tiếng Đài Loan.
Trong cuộc biểu tình tại Hồng Kông tháng 9 năm 2019, tại hội nghị khai mạc một trường trung học, học sinh trường hát bài hát này thay vì hát quốc ca. Ban đầu bài hát bị xóa vĩnh viễn trên nền tảng dịch vụ âm nhạc trực tuyến QQ Music ở Trung Quốc đại lục vì bài hát được sử dụng rộng rãi trong các cuộc biểu tình chống dự luật.
Bên cạnh các bản dịch tiếng Quảng Châu và Đài Loan đã nói ở trên, Tờ The Telegraph cho rằng bài hát "từ lâu đã được nhiều người phản đối trên khắp thế giới sử dụng" trong đó kể đến các cuộc biểu tình Wisconsin năm 2011, cuộc biểu tình tại Thổ Nhĩ Kỳ năm 2013 và cuộc biểu tình phản đối khai trương một nhà hàng McDonald ở Úc cùng năm đó. Những người biểu tình chống Hiệp định thương mại tự do xuyên Đại Tây Dương (TTIP), đã làm gián đoạn đại hội TTIP khi bật bài hát này nhảy flashmob.
Do You Hear the People Sing? được cất lên trong các cuộc biểu tình ủng hộ Liên minh châu Âu (Euromaidan) năm 2013 của tổ chức Ukraine 2020. Video âm nhạc được đăng trên nền tảng YouTube.
Năm 2016, tại Hàn Quốc, biểu tình đòi tổng thống Park Geun-hye từ chức trên toàn quốc cũng sử dụng bài hát này để đấu tranh.
Những người Iraq tham gia vào các cuộc biểu tình vào năm 2019 cũng đã phát hành một video có sử dụng bài hát.
Vào tháng 7 năm 2020, một phiên bản Tagalog của bài hát cũng đã xuất hiện trong các cuộc biểu tình ở Philippines do tranh cãi về việc gia hạn nhượng quyền thương mại ABS-CBN, nơi người dân Philippines biểu tình trước Trung tâm Phát thanh Truyền hình ABS-CBN để bày tỏ sự ủng hộ của họ với hãng truyền thông khổng lồ.
Vào tháng 9 năm 2020, một số sinh viên MSLU ở Minsk, Belarus, đã bị giam giữ sau khi biểu diễn Do You Hear the People Sing? trong hành lang cơ sở giáo dục của họ. Các sinh viên biểu tình sau khi tổng thống Lukashenko tái đắc cử.

### Chính trị
Ngày 16 tháng 9 năm 2016, trong chiến dịch tranh cử tổng thống của mình, tại cuộc mít tinh lớn ở Miami, Donald Trump chế bài hát này dưới nhan đề Les Déplorables nhằm đáp trả lại phát ngôn gây tranh cãi của Hillary Clinton khi gọi ông là "rổ phế liệu".